# Jacob Rinne
Jacob Karl Anders Rinne, född 20 juni 1993, är en svensk fotbollsmålvakt som spelar för Djurgårdens IF.

## Klubbkarriär

### Tidiga klubbar
Rinnes moderklubb är Laxå IF. Inför säsongen 2010 värvades han till BK Forward från den dåvarande division 6-klubben Laxå IF. I januari 2013 var han på provspel för engelska Everton FC.

### Örebro SK
Den 30 maj 2013 skrev han på ett 3,5–årskontrakt med Örebro SK, men lånades direkt tillbaka till BK Forward under resten av säsongen 2013.
Rinne debuterade för Örebro i den allsvenska premiären 30 mars 2014 mot Halmstads BK när han ersatte Oscar Jansson i halvtid och höll nollan. Han kom även in mot Falkenbergs FF den 8 maj och höll nollan även då. Några dagar senare startade han sin första match när Örebro föll mot IFK Göteborg.

### KAA Gent
Efter att belgiska Gent sålt sin förstemålvakt Matz Sels till engelska Newcastle presenterades Rinne på ett fyraårskontrakt den 1 juli 2016. Han fick chansen direkt från start men tappade platsen som förstemålvakt en dryg tredjedel in i säsongen.

### AaB
17 augusti 2017, drygt år efter att han värvats av Gent, köptes Rinne av danska AaB, där han skrev på ett femårskontrakt. Han stannade hela kontraktsperioden och när det blev klart att han skulle lämna klubben gjorde han det som den av utlandsfödda spelare med flest antal spelade matcher, 168 st.

### Al-Fateh
I juni 2022 blev Rinne klar för saudiska Al-Fateh. Han skrev på ett tvåårskontrakt. Den 6 augusti 2024 när kontraktet gått ut tackades han av av klubben.

### Djurgårdens IF
12 augusti 2024 presenterades Jacob Rinne av Djurgårdens IF. Kontraktet gäller fram till och med december 2028.

## Landslagskarriär
Rinne gjorde debut i Sveriges A-landslag under Januariturnén i Abu Dhabi 2016. Han kom in i den 62:a minuten mot Finland.

## Meriter
AaB: Årets målvakt i Superligaen 2020-21

## Statistik

### Klubblag
| Klubb                               | Säsong         | Liga               | Liga    | Liga | Liga   | Nationell cup | Nationell cup | Nationell cup | Internationell cup | Internationell cup | Internationell cup | Totalt  | Totalt | Totalt |
| Klubb                               | Säsong         | Division           | Matcher | Mål  | Assist | Matcher       | Mål           | Assist        | Matcher            | Mål                | Assist             | Matcher | Mål    | Assist |
| ----------------------------------- | -------------- | ------------------ | ------- | ---- | ------ | ------------- | ------------- | ------------- | ------------------ | ------------------ | ------------------ | ------- | ------ | ------ |
| BK Forward                          | 2010           | Division 1 Norra   | 19      | 0    | 0      | —             | —             | —             | —                  | —                  | —                  | 19      | 0      | 0      |
| BK Forward                          | 2011           | Division 1 Norra   | 26      | 0    | 0      | —             | —             | —             | —                  | —                  | —                  | 26      | 0      | 0      |
| BK Forward                          | 2012           | Division 1 Norra   | 27      | 0    | 0      | —             | —             | —             | —                  | —                  | —                  | 27      | 0      | 0      |
| BK Forward                          | 2013           | Division 1 Norra   | 5       | 0    | 0      | —             | —             | —             | —                  | —                  | —                  | 5       | 0      | 0      |
| BK Forward                          | 2013 (lån)     | Division 1 Norra   | 2       | 0    | 0      | —             | —             | —             | —                  | —                  | —                  | 2       | 0      | 0      |
| BK Forward                          | Totalt         | Totalt             | 79      | 0    | 0      | —             | —             | —             | —                  | —                  | —                  | 79      | 0      | 0      |
| Örebro SK                           | 2014           | Allsvenskan        | 11      | 0    | 0      | 1             | 0             | 0             | —                  | —                  | —                  | 12      | 0      | 0      |
| Örebro SK                           | 2015           | Allsvenskan        | 14      | 0    | 0      | 2             | 0             | 0             | —                  | —                  | —                  | 16      | 0      | 0      |
| Örebro SK                           | 2016           | Allsvenskan        | 12      | 0    | 0      | 3             | 0             | 0             | —                  | —                  | —                  | 15      | 0      | 0      |
| Örebro SK                           | Totalt         | Totalt             | 37      | 0    | 0      | 6             | 0             | 0             | —                  | —                  | —                  | 43      | 0      | 0      |
| KAA Gent                            | 2016-17        | Jupiter Pro League | 12      | 0    | 0      | 2             | 0             | 0             | 8                  | 0                  | 0                  | 22      | 0      | 0      |
| KAA Gent                            | 2017-18        | Jupiter Pro League | 1       | 0    | 0      | 0             | 0             | 0             | 1                  | 0                  | 0                  | 2       | 0      | 0      |
| KAA Gent                            | Totalt         | Totalt             | 13      | 0    | 0      | 2             | 0             | 0             | 9                  | 0                  | 0                  | 24      | 0      | 0      |
| AaB                                 | 2017-18        | Superligaen        | 29      | 0    | 0      | 4             | 0             | 0             | —                  | —                  | —                  | 33      | 0      | 0      |
| AaB                                 | 2018-19        | Superligaen        | 34      | 0    | 0      | 2             | 0             | 0             | —                  | —                  | —                  | 36      | 0      | 0      |
| AaB                                 | 2019-20        | Superligaen        | 34      | 0    | 1      | 0             | 0             | 0             | —                  | —                  | —                  | 34      | 0      | 1      |
| AaB                                 | 2020-21        | Superligaen        | 32      | 0    | 0      | 0             | 0             | 0             | —                  | —                  | —                  | 32      | 0      | 0      |
| AaB                                 | 2021-22        | Superligaen        | 33      | 0    | 0      | 0             | 0             | 0             | —                  | —                  | —                  | 33      | 0      | 0      |
| AaB                                 | Totalt         | Totalt             | 162     | 0    | 1      | 6             | 0             | 0             | —                  | —                  | —                  | 168     | 0      | 1      |
| Al-Fateh                            | 2022-23        | Saudi Pro League   | 27      | 0    | 1      | 2             | 0             | 0             | —                  | —                  | —                  | 29      | 0      | 1      |
| Al-Fateh                            | 2023-24        | Saudi Pro League   | 33      | 0    | 0      | 2             | 0             | 0             | —                  | —                  | —                  | 35      | 0      | 0      |
| Al-Fateh                            | Totalt         | Totalt             | 60      | 0    | 1      | 4             | 0             | 0             | —                  | —                  | —                  | 64      | 0      | 1      |
| Djurgårdens IF                      | 2024           | Allsvenskan        | 9       | 0    | 0      | 1             | 0             | 0             | 3                  | 0                  | 0                  | 13      | 0      | 0      |
| Djurgårdens IF                      | Totalt         | Totalt             | 9       | 0    | 0      | 1             | 0             | 0             | 3                  | 0                  | 0                  | 13      | 0      | 0      |
| Hela karriären                      | Hela karriären | Hela karriären     | 360     | 0    | 2      | 19            | 0             | 0             | 12                 | 0                  | 0                  | 390     | 0      | 2      |
| Senast uppdaterad 16 november 2024. |                |                    |         |      |        |               |               |               |                    |                    |                    |         |        |        |

### Landslag
| Landslag                          | År             | Totalt  | Totalt | Totalt |
| Landslag                          | År             | Matcher | Mål    | Assist |
| --------------------------------- | -------------- | ------- | ------ | ------ |
| Sverige P19                       | 2012           | 1       | 0      | 0      |
| Sverige U21                       | 2012           | 1       | 0      | 0      |
| Sverige U21                       | 2014           | 1       | 0      | 0      |
| Sverige U21                       | 2015           | 1       | 0      | 0      |
| Sverige U21                       | Totalt         | 4       | 0      | 0      |
| Sverige                           | 2016           | 1       | 0      | 0      |
| Sverige                           | 2018           | 1       | 0      | 0      |
| Sverige                           | 2019           | 1       | 0      | 0      |
| Sverige                           | Totalt         | 3       | 0      | 0      |
| Hela karriären                    | Hela karriären | 7       | 0      | 0      |
| Senast uppdaterad 5 augusti 2024. |                |         |        |        |